# 朝原高道
朝原 高道（あさはら の たかみち、生没年不詳）は、平安時代前期の官人。姓は宿禰。官位は外従五位下・因幡権介。

## 経歴
左大史を経て、清和朝の貞観4年（862年）正月に外従五位下に叙せられ、2月に因幡権介に任ぜられ地方官に転じた。

## 官歴
『日本三代実録』による。
- 時期不詳：正六位上。左大史
- 貞観4年（862年） 正月7日：外従五位下。2月14日：因幡権介